# Ambasciatori dell'Hannover presso le Città Anseatiche
L'ambasciatore dell'Hannover presso le Città Anseatiche era il primo rappresentante diplomatico dell'Hannover (già dell'Elettorato di Hannover) nelle Città anseatiche di Amburgo, Brema e Lubecca.

## Storia
Le relazioni diplomatiche tra l'Elettorato dell'Hannover e le tre città anseatiche furono stabilite ufficialmente dopo l'istituzione dell'Elettorato di Braunswick-Lüneburg nel 1692. L'elettorato e poi il regno condividevano i confini con i territori delle città di Amburgo e di Brema. I rapporti con Lubecca furono particolarmente tesi nella prima metà del XVIII secolo a causa della questione territoriale della cosiddetta "pertinenza Möllner" nell'area del Ducato di Sassonia-Lauenburg che passò nelle mani dell'Hannover e per la quale fu necessario ridisegnare i confini per le exclavi di Lubecca. I rapporti con la città di Amburgo furono sempre particolarmente rilevanti per l'Hannover perché in quella città aveva sede l'ambasciata per le tre città anseatiche e allo stesso tempo altri stati europei vi avevano accreditato i loro ambasciatori. All'inizio del XIX secolo, gran parte della Germania settentrionale venne annessa all'Impero francese, come pure l'elettorato e le tre città anseatiche.
Negli anni '40 dell'Ottocento vi furono delle frizioni perlopiù di natura commerciale tra Amburgo e Hannover per l'espansione del porto di Harburg. Le relazioni diplomatiche tra le due realtà si conclusero con l'annessione prussiana del Regno di Hannover dopo la guerra del 1866.

## Elettorato di Hannover
- 1692–1699: Thomas von Grote
- 1699-1711: Johann Jacob von Hiebener
- 1712-1717: Johann Wilhelm Schlüter
- 1717-1738: Eberhard Ludwig Schlaaf
- 1739-1757: Henrich Hüge
- 1757-1759: August Ulrich von Hardenberg
- 1759-1762: Henrich Hüge

1762-1764: Vacante
- 1764-1799: Michael-David Meyer
- 1799-1804: Samuel-Joseph Wertheimber

1804-1817: Interruzione della diplomazia per l'occupazione francese

## Regno di Hannover
- 1817–1830: Johann Friedrich Albrecht von Duve
- 1830-1832: ? Möller
- 1832-1852: Charles Hanbury
- 1857-1859: Bodo von Hodenberg
- 1859–1866: Gustav Zimmermann

1866: Annessione dell'Hannover da parte della Prussia